# Igel-Stachelbart
Der Igel-Stachelbart (Hericium erinaceus), auch Affenkopfpilz, Löwenmähne, jap. Yamabushitake, frz. Pompon blanc genannt, ist eine Pilzart aus der Ordnung der Täublingsartigen. Der Name nimmt Bezug auf den mit weichen Stacheln besetzten Fruchtkörper (lateinisch erinaceus: Igel). Der Pilz wächst als holzzersetzender Weißfäulepilz auf frischem Totholz. In Europa ist er sehr selten und im Bestand bedroht.

## Merkmale

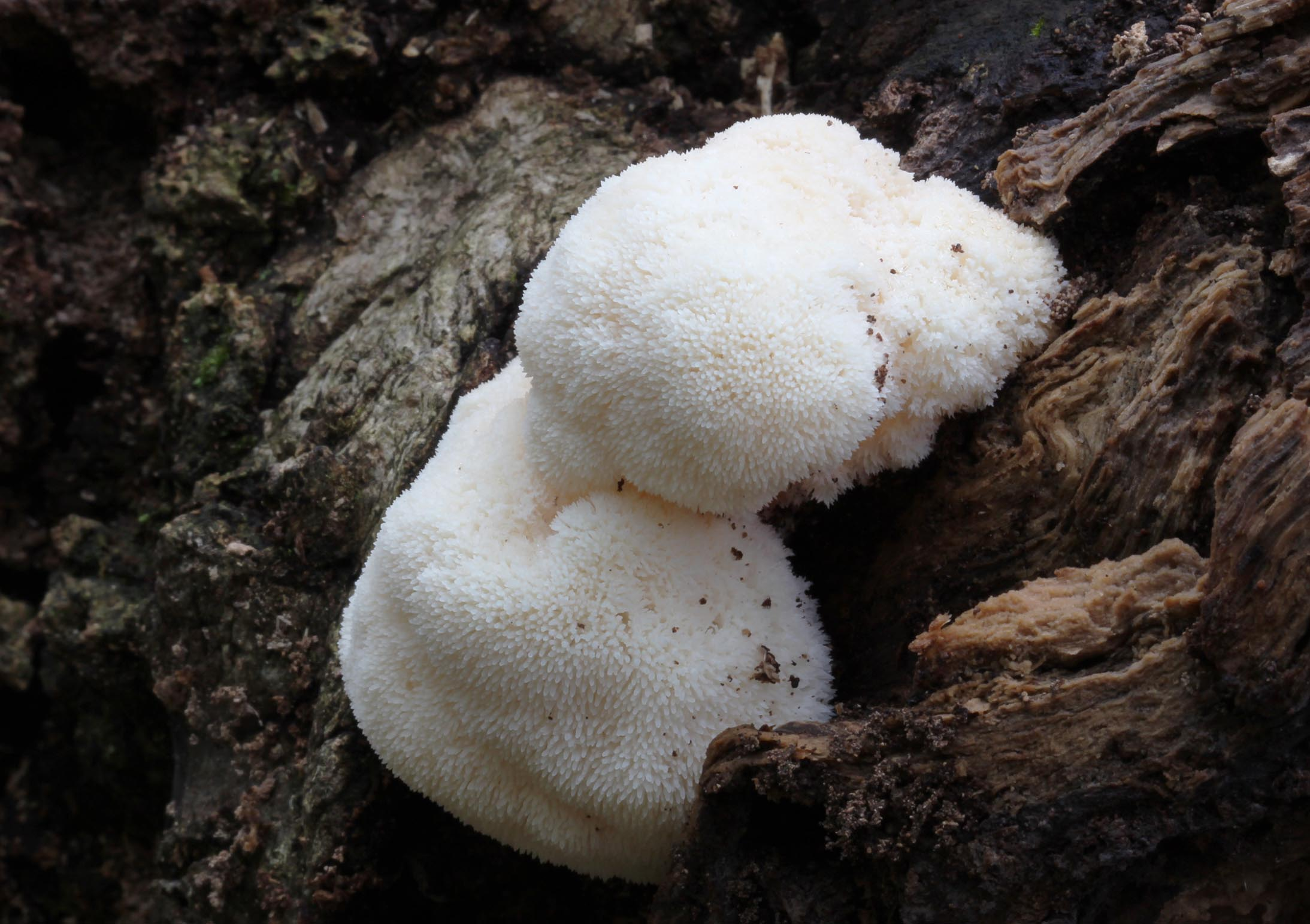
Junge Fruchtkörper des Igel-Stachelbarts

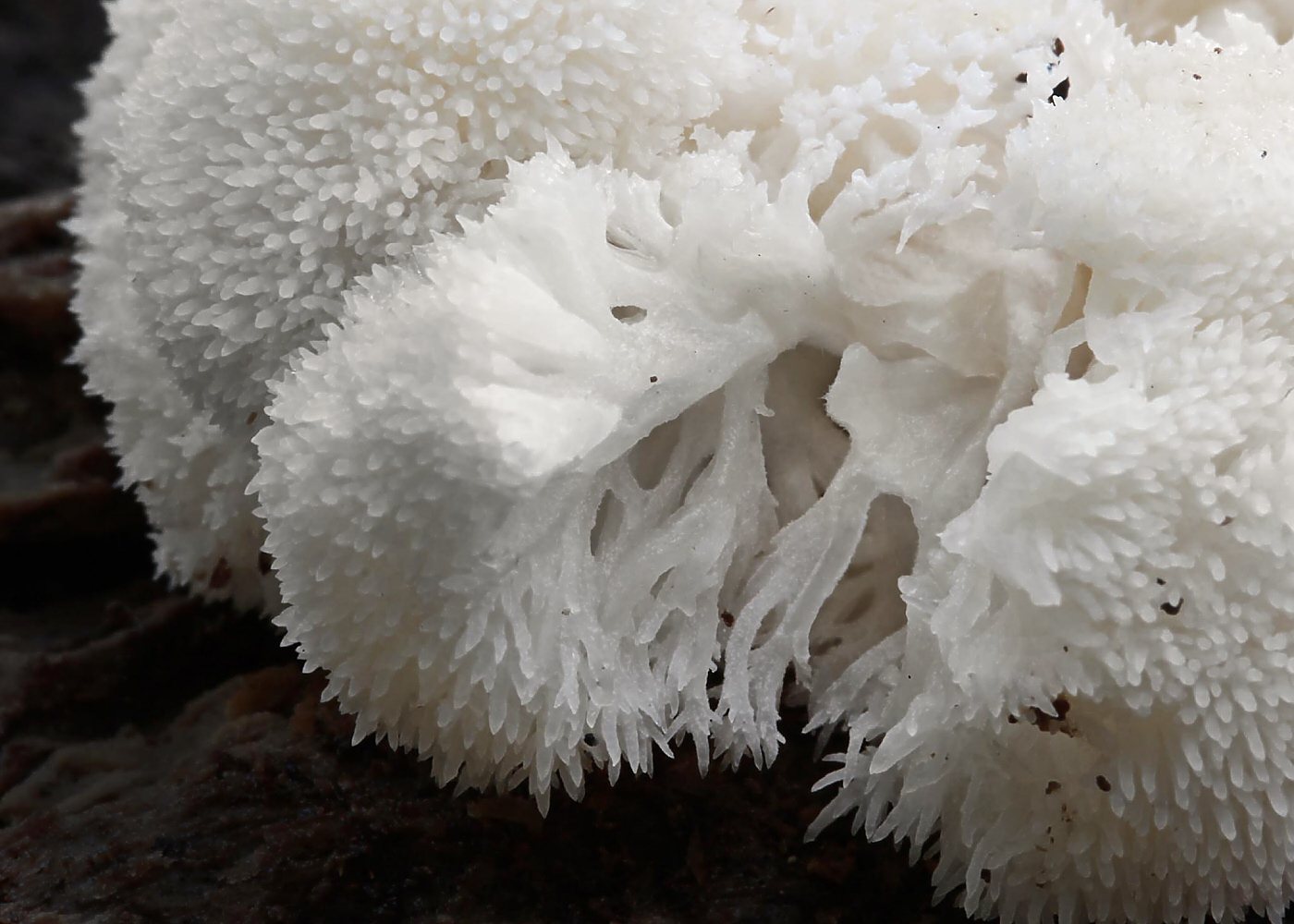
Blick in das Innere eines jungen Igel-Stachelbarts

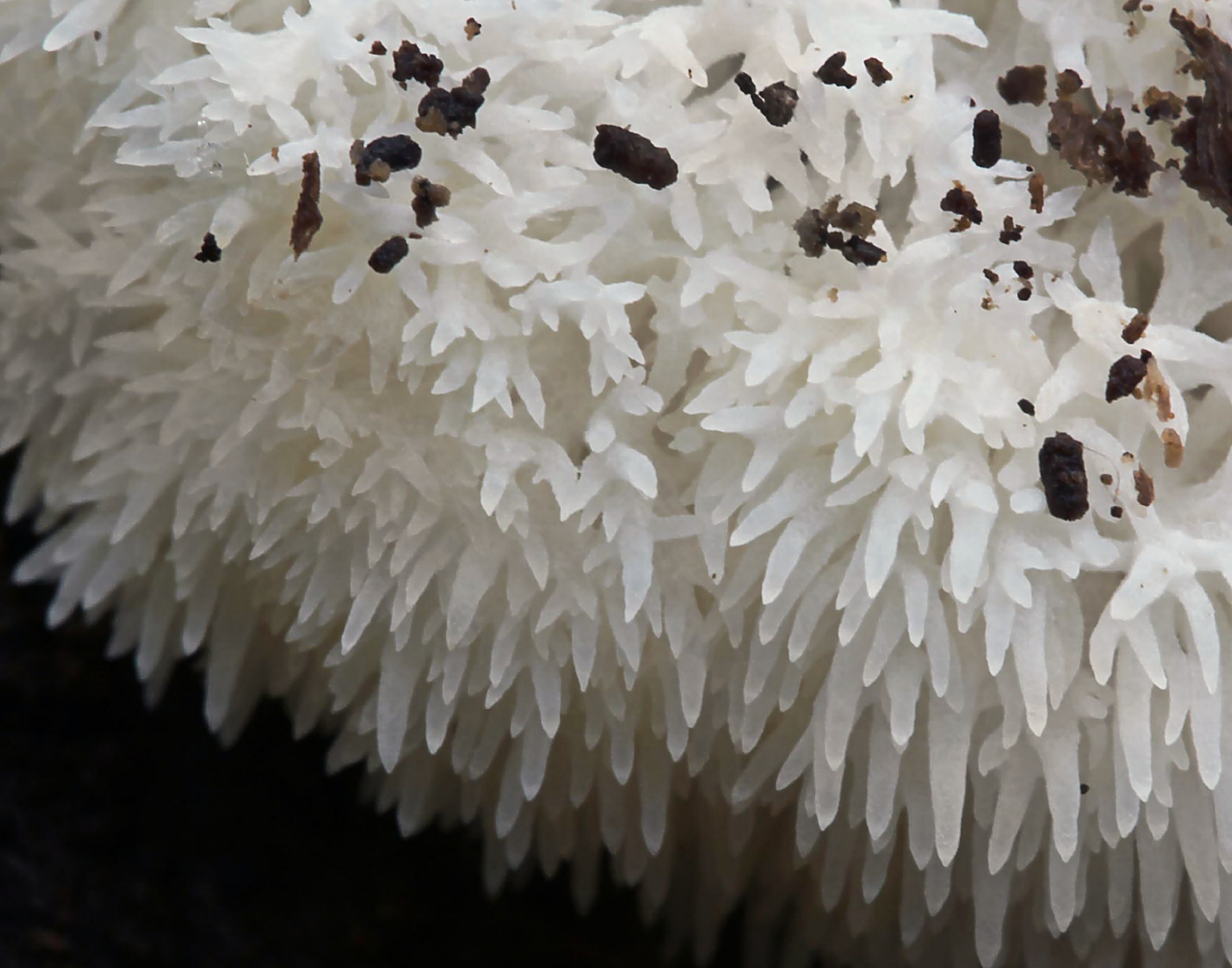
Ausschnittsvergrößerung der Stacheln

### Makroskopische Merkmale
Der Fruchtkörper ist weißlich gefärbt (in Skandinavien auch gelblich oder fleischfarben, getrocknet rotbraun), er ist derb knollenförmig, manchmal (seitlich) gestielt, und erreicht einen Durchmesser von 10 bis 25 cm, manchmal bis 30 cm. Seine Unterseite ist dicht mit herabhängenden, etwa 2 bis 5 cm langen Stacheln besetzt. Die Oberseite ist faserig, manchmal mit kurzen, sterilen Stacheln. Das Fleisch ist weißlich und besitzt eine zähe, etwas faserige Konsistenz. Das Sporenpulver ist weiß.

### Mikroskopische Merkmale
Die Sporen sind farblos, rundlich und besitzen eine glatte oder leicht warzige Oberfläche. Sie messen 5–7 × 4–6 Mikrometer.

### Fortpflanzung
Nach Untersuchungen vor allem in Nordamerika gehört der Igel-Stachelbart zu den Ständerpilzen mit Heterothallie und bifaktoriellem (tetrapolarem) Kreuzungstyp. Da eine homothallische Sporenbildung nicht erfolgt, ist eine Selbstbefruchtung des Myzels ausgeschlossen. Paarungsuntersuchungen in England ergaben einen Anteil von etwa 25 bis 31 Prozent erfolgreicher Paarungen, was auf denselben tetrapolaren Kreuzungsmechanismus auch dort verweist.

## Ökologie
Der Igel-Stachelbart gehört zu den Weißfäule-Pilzen, die vorwiegend zuerst das Lignin der Holzsubstanz abbauen und daher das Holz zu einer weiß gefärbten, faserigen Substanz überwiegend aus Zellulose umwandeln. Das Pilzmyzel ist in den Bäumen über viele Jahre ausdauernd, es kommt zur Bildung von Fruchtkörpern am selben Baum, meist im Abstand einiger Jahre, über mehr als 20 Jahre, möglicherweise bis zu 40 Jahre hinweg.
Die Art wächst saprotroph an totem Holz an älteren Laubbäumen, zumeist Eichen und Buchen, seltener auch an anderen Laubbäumen wie Birken und Ahornarten. Er tritt gelegentlich, und häufiger als die anderen Gattungsvertreter, auch an lebenden Bäumen auf, oft in großer Höhe am Stamm oder an toten Aststümpfen. Genauere Untersuchungen haben dann meist erwiesen, dass er auch hier vorwiegend totes Holz besiedelt. Er bevorzugt aber hartes, noch unzersetztes Totholz gegenüber stärker verrottetem. Er bevorzugt das, auch am lebenden Baum tote, Kernholz, kann aber erst Fruchtkörper bilden, wenn dieses, etwa an einer Verletzung des Stamms, Luftkontakt erlangt. Er ist sowohl an stehenden als auch an liegenden alten Baumstämmen und Stümpfen zu finden. Der Pilz wächst bevorzugt in Wäldern mit hoher Luftfeuchtigkeit. Fruchtkörper werden in Süddeutschland von September bis November, in England von August bis Dezember beobachtet.

## Verbreitung
Der Igel-Stachelbart ist in der Holarktis anzutreffen, wo er eine temperate Verbreitung findet. In Europa ist der Pilz weit verbreitet, aber überall selten. Er kommt von Frankreich und Großbritannien bis Ungarn sowie von Dänemark und Südnorwegen bis nach Österreich vor. Aus der Schweiz gibt es nur einen älteren, fraglichen, Beleg. In Deutschland wächst der Igel-Stachelbart sehr dünn gestreut, ist jedoch in fast allen Bundesländern mindestens einmal nachgewiesen.
Die Art ist sowohl in Ostasien wie auch in Nordamerika nachgewiesen und in beiden Regionen offenbar häufiger als in Europa. In Europa ist er in 13 der 23 Länder, aus denen ein Vorkommen gemeldet wird, auf der Roten Liste der gefährdeten Arten registriert. In Deutschland gilt er als stark gefährdet (Kategorie 2), mit einer starken Abnahme im kurzfristigen Bestandstrend. In Großbritannien ist er selten, aber etwas häufiger als die beiden Gattungsvertreter Hericium coralloides und Hericium cirrhatum. Mehr als die Hälfte der Nachweise stammt dabei aus einem Gebiet, dem New Forest in Hampshire.

## Bedeutung

### Speisewert
Wie die meisten Stachelpilze ist der Pilz essbar. In Europa sollten aber keine Fruchtkörper gesammelt werden, da er hier vom Aussterben bedroht ist. Zur Zubereitung wird er in China in Würfel geschnitten und in Butter oder Öl angebraten. In Scheiben geschnitten kann der Pilz auch paniert und wie ein vegetarisches Schnitzel zubereitet werden. In der Konsistenz und im Geschmack ähnelt der Pilz Meeresfrüchten.

#### Nährwert
100 Gramm des getrockneten Pilzes enthalten 22,3 Gramm Rohprotein, 3,5 Gramm Fett und 64,8 Gramm Kohlenhydrate. Er enthält die Zucker und Polyole Arabitol, Glukose, Mannitol, Myo-Inositol und Trehalose, insbesondere der Arabitol-Gehalt ist ungewöhnlich hoch.
Er enthält überdurchschnittlich viele essenzielle freie Aminosäuren. In einer Studie nachgewiesen wurde ein Gehalt von 16 %. Insgesamt konnten 19 freie Aminosäuren nachgewiesen werden; fast alle für den Menschen essenziellen Aminosäuren waren enthalten (mit Ausnahme von Methionin und Tryptophan).:124–125

### Kultivierung
In China werden zum Anbau des Igelstachelbarts Behälter aus Kunststoff oder Glas verwendet. Als Nährboden dienen pflanzliche Abfallstoffe aller Art, zum Beispiel Sägemehl, Altpapier, Reisstroh, Maiskolben, Zuckerrohr- und Baumwollabfälle. Zusätze von Kleie, Gips oder Saccharose sind üblich; insbesondere Weizenkleie führt zu kräftigen und schnell wachsenden Myzelen. Eine Gefahr ist mit zunehmendem Alter der Grünschimmel (Trichoderma). Permethrinbehandlung nach Trauermückenbefall ist nicht empfehlenswert, da  sich das Insektizid im Pilz in hohen Mengen ablagert.:121 ff. Das Myzel wächst in einem sauren pH-Bereich zwischen 4 und 5,5 am besten.:8 ff. Der Anbau in China ist erst seit 1998 in kommerziellem Umfang in Gang gekommen, vorher wurden wild besammelte Fruchtkörper verwendet. Wie viele Pilze kann der Igel-Stachelbart im Medium enthaltene Schadstoffe, zum Beispiel Schwermetalle, aufnehmen und sogar anreichern. Teilweise wird das aber ausgenutzt, um künstlich mit Selen angereicherte Fruchtkörper zu produzieren.

### Medizin
In der traditionellen chinesischen Medizin wird der Pilz seit langer Zeit verwendet.  Diese seit längerem angegebene medizinische Wirkungen von Inhaltsstoffen des Igel-Stachelbarts werden auch pharmakologisch untersucht. Angegeben sind antitumorielle, hämagglutinierende, cytotoxische, immunmodulatorische Aktivitäten. Extrakte aus dem Pilz erwiesen sich in Versuchen als anregend auf das Wachstum von Neuronen. Zum Beispiel wurde im Tierversuch eine verbesserte Heilung geschädigten Nervengewebes beobachtet. Auch eine Verbesserung des Verlaufs neurodegenerativer Erkrankungen wird berichtet. Im Verdauungssystem wird eine lindernde Wirkung auf Schäden durch das weit verbreitete Magenbakterium Helicobacter pylori berichtet. Pilze, die auf Artemisia-Subtraten kultiviert wurden, konnten das Wachstum glatter Muskelzellen in den Wänden von Blutgefäßen regulieren. Der Gehalt an Antioxidantien wird für die immunmodulatorische Wirkung verantwortlich gemacht. So soll er sich günstig auf entzündliche Reaktionen auswirken. Die zahlreichen Wirkungen sind vermutlich nicht isoliert, sondern auf gemeinsame Wirkmechanismen zurückzuführen, zum Beispiel durch Modulation des MAP-Kinase-Wegs und Aktivierung von Zytokinen. Trotz dieser therapeutischen Ansätze gibt es bisher aber keine auf Basis des Pilzes entwickelten Medikamente.
Die Wirkung auf das Nervensystem wird auf Nervenwachstumsfaktoren zurückgeführt. Beim Igel-Stachelbart sind insbesondere die niedermolekularen polycyclischen Stoffklassen der Erinacine und Hericenone bemerkenswert. Da diese kaum wasserlöslich sind, müssen sie mit unpolaren Lösemitteln aus dem Pilzgewebe gewonnen werden.